# Anholt - stedet, rejsen
Anholt - stedet, rejsen er en dokumentarfilm instrueret af Lars Johansson efter eget manuskript.

## Handling
Instruktørens personlige skildring af et år på Anholt, hvor han slog sig ned og boede alene i et hus: Den er mit forsøg på at skimte en oprindelighed og arv, vi alle har i os, og af hvis forståelse vores fortsatte eksistens er afhængig. Den er en undersøgelse af en tilværelse, hvor det er muligt at leve i en overenskomst med naturen, som gør døden nærværende, uden at den bliver skræmmende, men tværtimod selve forudsætningen for et liv i ro, tryghed og harmoni